# 何秉舜
何秉舜（英語：Harris Ho Bing Shun，1975年10月4日—），暱稱何丙（Hobing），香港音樂人，為多位歌手作曲、編曲及擔任歌曲監製、演唱會鋼琴手及擔任演唱會音樂總監，是何韻詩的胞兄及其音樂班底Goomusic的成員，亦為青山大樂隊成員。現擔任伯樂音樂學院流行音樂製作系及流行鋼琴導師。

## 背景
何秉舜早年於九龍美孚新邨生活，後來移居九龍塘和太子道。他的父親何德星曾是拔萃男書院的美術教師，而母親黎小珍則曾是聖士提反女子中學的數學老師。何秉舜畢業於拔萃小學，之後隨家人移民加拿大滿地可。他小時候經常要練習鋼琴，又會學習長笛。當時王者匡為他的音樂導師，與對方及何韻詩一同參與教育電視演出。何秉舜在加拿大生活期間，就讀中學時需要學習法文。完成高中課程後考入巴黎高等音樂師範學院。其後在加拿大魁北克省立音樂學院主修鋼琴演奏。同期亦修讀傳理科目。直至1996年，由於何韻詩回港參加無綫電視及華星唱片合辦的第十五屆新秀歌唱大賽，他與家人重返香港定居。
適逢羅文舉行「包羅萬友25週年演唱會」，何秉舜透過父親關係進入香港體育館後台觀看演唱會製作，繼而認識羅文助手Terry Lam及重遇王者匡，獲王者匡幫忙找到一份香港芭蕾舞團及香港演藝學院舞蹈學院的伴奏工作。不久隨王氏到學校教導學生學習樂器。2001年起開展其編曲事業。及後於2005年，何秉舜加入由王雙駿、李端嫻以及英師傅組成青山大樂隊，並於同年與何韻詩合作，在音樂劇《梁祝下世傳奇》中負責鋼琴部份。該劇完成後何秉舜便加入樂隊成為其中一員。另外，何秉舜曾為一名童星，參與過香港電台作品的拍攝工作，例如曾與其胞妹於節目《音樂小豆芽》中演出。2011年，他與草蜢獲得勁歌金曲頒獎典禮最佳監製獎。

## 感情生活
2017年何秉舜與女歌手陳慧嫻傳出緋聞。

## 音樂作品
2001年
- 薛家燕 - 媽咪Bolo手記（編）
- 薛家燕 - 皆大歡喜（古裝版主題曲）（編）
- 薛家燕 - 開心女人Cha Cha Cha（編）
- 薛家燕 - 心事有誰知（編）

2002年
- 李紫昕 - 森巴嘉年華（編、監）
- 薛家燕 - 萬家歡喜（編）

2003年
- 李紫昕 - 音樂看世界（編）[註 3]
- 林文龍、阮兆祥、謝天華、鄧兆尊、劉愷威 - 男兒為個家（編、監）
- 鄧兆尊、陳彥行 - 相依永伴隨（監）
- 薛家燕 - 同賀新春（編、監）
- 薛家燕 - 皆大歡喜（國語）（編、監）
- 薛家燕 - 皆大歡喜（時裝版主題曲）（編、監）
- 薛家燕 - 寸草心（編、監）
- 薛家燕、阮兆祥 - 家姐妳好嘢（編、監）
- 薛家燕、趙學而、廖碧兒、陳彥行 - 等愛的女人（監）[註 4]
- 薛家燕、林文龍、廖碧兒、趙學而、謝天華、陳彥行、鄧兆尊、阮兆祥、劉愷威 - 皆大歡笑（編、監）[註 4]

2004年
- 薛家燕 - 乜都盞 Love HK No.1（編）
- 薛家燕 - 開心女人Cha Cha Cha（國語）（編）

2005年
- 何韻詩 - 做好準備（編）[註 5]
- 何韻詩 - 樓台會（編）[註 6]
- 李紫昕、莫凱謙 - 窮孩子（編）

2006年
- 何韻詩 - 願我可以學會放低你（編、監）[註 7]
- 何韻詩 - 我們的（interlude）（曲、編）
- 何韻詩 - 學會了（reprise）（編）[註 8]
- 何韻詩 - 圓滿（編）[註 5]
- 何韻詩 - 忘了你是你（編、監）[註 7]
- 李紫昕 - Tweety（編、監）[註 9]
- 李紫昕 - 布娃娃（編、監）[註 9]
- 李紫昕、Harris Ho - 海洋舞會（編、監）
- 軟　硬 - Overture（編）

2007年
- 何韻詩 - 天然沖晒（編）
- 何韻詩 - 睡王子（編）[註 10]
- 何韻詩 - 以身犯險（編）
- 何韻詩 - 睡王子（國）（編）[註 10]
- 何韻詩 - 光明會（HOBING MIX）（編）
- 林一峰 - 一期一會（編、監）[註 11]
- 林一峰 - 漣漪（編、監）[註 11]
- 林一峰 - 偶像創世記（監）[註 11]
- 林一峰 - 櫻花訣（編、監）[註 12]
- 林一峰 - 等（監）[註 11]
- 林一峰 - 曾經有你，因此有我（編、監）[註 11]
- 林一峰 - 當我想起你（編、監）[註 12]
- 林海峰 - 我哋大家（編）[註 13]
- 容祖兒 - 渴望晨曦的女孩（編）
- 麥浚龍 - Poor U（編）
- 趙學而 - 偏偏喜歡你（編、監）[註 11]
- 趙學而、林一峰 - 旅程（編、監）[註 12]
- 盧凱彤 - 戀愛預告（編、監）[註 11]
- 盧凱彤、林一峰 - 再見Puppy Love（編、監）[註 11]

2008年
- at17 - Over The Rainbow（編、監）[註 14]
- 何韻詩 - 韻律泳（編）
- 何韻詩 - 青山黛瑪（曲、編、監）[註 15]
- 何韻詩 - 安妮寶貝（編、監）[註 16]
- 何韻詩 - 楊子經書（監）[註 17]
- 何韻詩 - 丹賴斯隊（曲、編、監）[註 15]
- 何韻詩 - 查理淑儀（編、監）[註 17]
- 何韻詩 - 堂吉訶德（編、監）[註 16]
- 何韻詩 - 少年維特（曲、編、監）[註 15]
- 何韻詩 - 愛德蒙多（曲、編、監）[註 18][註 17]
- 何韻詩 - 風見志郎（曲、編、監）[註 15]
- 何韻詩 - 美空雲雀（曲、編、監）[註 15]
- 容祖兒 - 忘憂草（編）
- 薛凱琪 - Just Believe（instrumental）（曲、編）[註 19]
- 薛凱琪 - My Choice（instrumental）（曲、編）[註 19]
- 薛凱琪 - 一個人一支燈（編、監）
- 薛凱琪 - 天國的微笑（reprise）（編、監）
- 薛凱琪、湯駿業 - 給十年後的我（duet version）（編、監）
- 麥浚龍 - 吃鯨魚的人（編）
- 麥浚龍 - 從桃花源竟踩到地雷震（編）

2009年
- 任賢齊 - 朋友，你變了沒有（編、監）[註 12]
- 何韻詩 - 舊約（曲、編、監）[註 15]
- 何韻詩 - 飛簷（曲、編、監）[註 15]
- 何韻詩 - 惹火（曲、編、監）[註 15]
- 何韻詩 - 狂草（曲、編、監）[註 15]
- 何韻詩 - 冰心（曲、編、監）[註 15]
- 何韻詩 - 面書（曲、編、監）[註 15]
- 何韻詩 - 可可（曲、編、監）[註 15]
- 何韻詩 - 妮歌（曲、編、監）[註 15]
- 何韻詩 - 金剛經（編、監）[註 16]
- 何韻詩 - 舊約（青山變奏）（曲）[註 18]
- 林一峰 - 維多利亞（編、監）[註 11]
- 林一峰 - Lost In L.A.（編、監）
- 林一峰 - 雙子（弦樂編曲）
- 林一峰 - 老榕樹（編、監）
- 林海峰 - Yes, I Do（曲、編、監）[註 20]
- 林海峰 - Yes, I Do（instrumental）（曲、編、監）[註 20]
- 容祖兒 - 兩面（監）
- 麥浚龍 - 顛倒夢想（編、監）[註 21]
- 湯駿業 - 拆禮物（曲、編、監）

2010年
- 何韻詩 - 瘋子（監）[註 22]
- 何韻詩 - 出走太平洋（編、監）[註 7]
- 何韻詩 - 菇菇歌（曲、編、監）[註 18][註 23][註 17]
- 何韻詩 - In The End（編、監）[註 24]
- 何韻詩 - 無名（編、監）[註 7]
- 林一峰、林二汶 - 三（監）
- 林二汶 - 愛你枕邊暖（編、監）
- 林二汶 - 忘了（編、監）
- 林二汶 - 愛你枕邊暖（編、監）
- 林二汶 - Honey Honey（監）[註 25]
- 林二汶 - When He Sings（監）
- 林二汶 - 開始愛（監）[註 25]
- 林二汶 - 柏林穹蒼下（監）
- 林二汶 - 男朋友（監）[註 26]
- 林二汶 - 無忘花（編、監）
- 林二汶 - Forever Friends（監）[註 25]
- 容祖兒 - Just For You（編、監）
- 麥浚龍 - 上春風的課（編、監）[註 21]
- 《柯廸夫》 soundtrack - 分身記（編、監）
- 《柯廸夫》 soundtrack - 祖與之（編、監）
- 《柯廸夫》 soundtrack - 傘下人（編、監）
- 《柯廸夫》 soundtrack - Musical Battle（編、監）
- 《柯廸夫》 soundtrack - 假聲配音員（編、監）
- 《柯廸夫》 soundtrack - 解散（編、監）
- 《柯廸夫》 soundtrack - 第二幕序曲（編、監）
- 《柯廸夫》 soundtrack - 分身記II（編、監）
- 《柯廸夫》 soundtrack - 王菀之 - 迷失藝術（編、監）[註 27]
- 《柯廸夫》 soundtrack - 王菀之 / 梁祖堯 / 邵美君 / 湯駿業 / 馮翰銘 - 柯廸夫夢幻曲（編、監）
- 《柯廸夫》 soundtrack - 王菀之 - 小團圓（編、監）[註 27]
- 《柯廸夫》 soundtrack - 謝幕（編、監）

2011年
- 古巨基 - 犀利歌（曲、編）[註 28]
- 何韻詩 - 青空（監）[註 24]
- 何韻詩 - 青蔥（監）[註 24]
- 何韻詩 - Overture：預演（曲）
- 何韻詩 - 茫茫（編、監）[註 24]
- 何韻詩 - 木石前盟（曲）
- 何韻詩 - 花花（編、監）[註 29]
- 何韻詩 - 葬（曲、唱）
- 何韻詩 - 花辭（編、監）[註 24]
- 何韻詩 - 內外（監）[註 24]
- 何韻詩 - 海棠花開（曲）
- 何韻詩 - 青春祭（編、監）[註 30]
- 何韻詩 - 大婚（曲）
- 何韻詩 - 癡情司（曲、編、監）[註 24]
- 何韻詩 - Reprise：回歸（曲）
- 何韻詩 - 拋磚引玉（編、監）[註 30]
- 余文樂 - 不是明星（監）
- 林一峰 - 回到花開的那天（編、監）
- 林一峰 - 簡單不簡單（編、監）
- 容祖兒 - 花千樹（編）
- 容祖兒 - 最後情人（編）
- 草　蜢 - 華麗舞台（編）
- 陳奕迅 - 內疚（曲、編、監）[註 20]
- 薛凱琪 - 八月號（曲、編、監）[註 18][註 31]

2012年
- Shine - 愛迪生（編、監）[註 32]
- 何韻詩 - 茫茫（國）（編、監）[註 24]
- 何韻詩 - 花花（國）（編、監）[註 29]
- 何韻詩 - 花辭（國）（編、監）[註 24]
- 何韻詩 - 內外（國）（監）[註 24]
- 何韻詩 - 青春祭（國）（編、監）[註 30]
- 何韻詩 - 癡情司（國）（曲、編、監）[註 24]
- 何韻詩 - 拋磚引玉（國）（編、監）[註 30]
- 何韻詩 - All Is Fair（編）
- 林一峰 - 紅河村（編、監）
- 林一峰 - 遊子意（弦樂編曲）
- 林一峰 - 塗城記（編、監）
- 林一峰 - 簡單不簡單（編、監）
- 林一峰 - 未完舞曲（Cantata version）（編、監）[註 12]
- 林一峰 - 花月樓（櫻花訣2012）（編、監）[註 12]
- 林一峰 - 回到花開的那天（編、監）
- 林一峰 - 清水（編）[註 33]
- 林一峰 - 好天氣（編、監）[註 34]
- 草　蜢 - 放假啦（編、監）[註 35][註 36]
- 草　蜢、軟　硬 - 第一行（編、監）[註 35][註 37]
- 草　蜢、軟　硬 - 山頂嘅朋友（編、監）
- 趙學而 - 月光燈（編、監）
- 趙學而 - 好想為你唱一首歌（編、監）
- 趙學而 - 只想再一起（編、監）
- 蔡一傑 - 今晚我靚唔靚（曲、編、監）
- 蔡一智、林海峰 - 俾啲掌聲你自己（編、監）[註 38]
- 薛凱琪 - 倒刺（監）
- 藍奕邦 - 為執著乾杯（編、監）[註 39]
- 藍奕邦 - 一起去阿拉斯加（編、監）[註 39]
- 蘇志威、葛民輝 - 你食咗飯未（編、監）

2013年
- 王菀之 - First Love（編、監）
- 何韻詩 - 似是故人來（監）[註 40]
- 何韻詩 - 歌之女（編、監）[註 40]
- 何韻詩 - 愛我便說愛我吧（監）[註 40]
- 何韻詩 - 壞女孩（監）[註 40]
- 何韻詩 - 痴痴愛一次（編、監）[註 40]
- 何韻詩 - 一舞傾情（編、監）[註 40]
- 何韻詩 - 烈燄紅唇（監）[註 40]
- 何韻詩 - 蔓珠莎華（監）[註 40]
- 何韻詩 - 同窗會（編、監）[註 40]
- 何韻詩 - 月移花影動（監）[註 40]
- 何韻詩 - 夕陽之歌（監）[註 40]
- 李紫昕 - 怪獸爸爸（編）
- 周柏豪 - 00:08:00（曲、編、監）[註 41]
- 鄭秀文 - 火宅之人（編）
- 薛凱琪 - 諸葛亮（編、監）
- 薛凱琪 - 宮若梅（編、監）
- 藍奕邦 - 美麗到不能（編、監）[註 42]

2014年
- 容祖兒 - 天然呆（編、監）[註 43]
- 容祖兒 - 樂觀（編、監）[註 44]
- 草　蜢 - 我要跳舞（編、監）[註 37]
- 張智霖 - 尋開心（編、監）
- 群　星 - 撐起雨傘（監）[註 45]
- 藍奕邦 - 戀人（編、監）[註 46]
- 藍奕邦 - 愛我就吻我（編、監）[註 46]
- 藍奕邦 - 孔雀開屏（編、監）[註 46]
- 藍奕邦 - 吸你（編、監）[註 46]
- 藍奕邦 - 藍田金婚（編、監）[註 46]
- 藍奕邦 - 藍色多瑙河（編、監）[註 46]
- 藍奕邦 - 說再見的對象（編、監）[註 46]
- 藍奕邦 - 免費擁抱（編、監）[註 46]

2015年
- 王菀之 - 小手術（編）[註 47]
- 何韻詩 - 是有種人（監）[註 40]
- 周筆暢 - 翻白眼（編）
- 周筆暢 - 隔牆花（編）[註 35]
- 薛凱琪 - 所有下雨天（曲、編、監）[註 48]
- 薛凱琪 - 那一個我（編、監）[註 48]

2016年
- 何韻詩 - 親愛的黑色（編、監）[註 49][註 24]
- 鄭秀文 - 我不是歌手（編、監）[註 50]
- 林海峰 - 頂硬上（曲、編、監）
- 林海峰 - 今天我（曲、編、監）
- 草　蜢 - 我要跳舞（國）（編、監）[註 51]
- 草　蜢 - 大作（編、監）[註 51]
- 草　蜢 - 上天關了一扇門（編、監）[註 51]
- 草　蜢 - 華麗舞台（國）（編、監）[註 51]
- 草　蜢 - 散播快樂散播愛（編、監）[註 52]
- 草　蜢 - 我要飛（編、監）[註 35]
- 草　蜢 - 完美（編、監）[註 51]
- 草　蜢 - 行者（監）[註 51]
- 草　蜢 Feat. Matzka - 超猛 （編、監）[註 35][註 51]
- 張敬軒 - 不同班同學（編、監）[註 53]
- 蔡一傑 - 媽媽（編、監）[註 51]
- 蔡一智 - 一二三四五六七八九十根指頭（編、監）[註 51]
- 蘇志威 - 石頭記（編、監）[註 51]

2017年
- 容祖兒 - 最好時光（編、監）
- 容祖兒 - 麻煩你（編、監）
- 草　蜢 - Live Goes On（監）[註 37]
- 梁漢文 - 終身贊助（編、監）
- 梁漢文 - 纏綿朋友（曲、編、監）
- 歌莉亞、何秉舜 - 香港八幾（曲、編、監）
- 蔡一傑 - 流淚的怪獸（編、監）[註 36]
- 蔡一傑、許志安 - 男藍（曲、編、監）[註 36]
- 顏卓靈 - 閃光（監）
- 顏卓靈 - 惡女（編、監）[註 49][註 54]
- 顏卓靈 - 閃光（美麗也短暫 mix）（監）

2018年
- Shine - 老花前必做10件事（監）[註 55]
- Shine - 不怕（編、監）[註 56]
- Shine - 果欄男孩（曲、編、監）
- 容祖兒 - 鏡子說（編、監）[註 57]
- 蔡一傑 - ONE（監）[註 58]
- 蔡一傑 - 夜半超人（編、監）[註 56][註 36]
- 蔡一傑 - 廿一個誰（監）[註 36]
- 蔡一傑 - 點石成金（監）[註 58]
- 薛家燕 - Captain Nancy（監）[註 59]
- 何韻詩 - 極夜後（Acoustic Live Version）（編、監）

2019年
- 李拾壹 - Save The World（監）[註 60]
- 李拾壹 - Losers Dance（監）[註 61]
- 林海峰 - 我今朝有啲唔舒服（曲、編、監）
- 林海峰 - 努力奮鬥加油（曲、編、監）[註 55][註 56]
- 容祖兒 - 隆重登場（編、監）
- 容祖兒 - 未知（編、監）
- 容祖兒 - 痛愛（編、監）
- 容祖兒 - 牆紙（編、監）
- 容祖兒 - 長大（編、監）
- 陳奐仁 - 瞳話（曲、編、監）[註 20]
- 陳奐仁 - Invincible（曲、編、監）[註 20]
- 陳奐仁 - Eat your vegetables （曲、編、監）[註 20]
- 陳奐仁 - 飛毯（曲、編、監）[註 20]
- 陳奐仁 - Catch me if you can（曲、編、監）[註 20]
- 陳奐仁 - 超人的面具（曲、編、監）[註 20]
- 陳奐仁 - Ostinatos（曲、編、監）[註 20]
- 陳奐仁 - 小小歌（曲、編、監）[註 20]
- 陳奐仁 - 幼齒（曲、編、監）[註 20]
- 陳奐仁 - You in my life（曲、編、監）[註 20]
- 蔡一傑 - 獨行派對（編、監）[註 36]
- 龔柯允 - Say the word（編、監）

2020年
- AGA - See you next time（編）
- JC - 一對替代一個（編、監）
- JW - 小半生（編）
- Serrini - 翠蓮假期（編）
- 李拾壹 - 在尋找什麼？（監）
- 容祖兒 - 東京人壽（編）[註 62]
- 陳健安 - 時光邊緣的人（編、監）
- 薛凱琪 - 南昌街王子（編）
- 薛凱琪 Feat. 關智斌 - 南昌街王子（編、監）

2021年
- AGA - 理性與任性之間（編）
- C AllStar - 留下來的人（編）
- JC - 生路（編）
- JC - 旅行日誌（編、監）
- JC - 想你念你（編、監）
- 林一峰 - 海市蜃樓（編、監）[註 33]
- 林欣彤 - 深愛著你（編）
- 林海峰 - Uncle（曲、編、監）
- 林海峰 - 我與安多芬（編、監）
- 林海峰 - 返鄉下耕田啦你（監）[註 63]
- 容祖兒 - 辛苦你了（編）
- 馮允謙 - 生不逢時（編、監）
- 黃　妍 - 無聲浪（監）
- 鄭秀文 - 萬物有時（編、監）[註 50]
- 鄭欣宜 - 先哭為敬（編）
- 鄭欣宜 - 最難行的路（編、監）
- 黎　明 - 超平凡人的主題曲（編、監）

2022年
- Apple@Lab Feat. 雅　荍 - 你夢我想（編、監）
- ERROR - 愛情值日生（曲、編、監）
- ERROR - Never Come Back（曲、編、監）[註 64]
- JC - 情在心中（編、監）
- JC、林峯 - 一厢情愿（編、監）
- JC - 焦慮型依戀（監）
- Lab - 你是我的病（編、監）
- YUTA - 推理的愛（編、監）
- YUTA - 社交障礙賽（編、監）
- 林家謙 - 邊一個發明了ENCORE（編、監）[註 65]
- 林海峰 - Auntie（曲、編、監）[註 66]
- 林海峰 - 蛋撻（曲、編、監）[註 67]
- 雅　荍 - 想想元宇宙（監）
- 黃　妍 - Little People（曲、編、監）[註 68]
- 黃　妍 - Little People（Piano Live Version）（曲、編、監）[註 68]
- 黃　妍 - 世界以痛吻我而我歌唱（曲、監）[註 68]
- 黃　妍 - 世界以痛吻我而我歌唱（曲、編）（Acoustic Version）[註 68][註 69]
- 鄭欣宜 - 恐懼蠶食心靈（編、監）
- 黎　明 - 夏日傾情（重新唱）（編、監）
- 黎　明 - 全身想旅行（編、監）
- 黎　明 - Good Luck（編、監）
- 黎　明 - 無懼競賽（編、監）
- 黎　明 - 一生幸福（編、監）
- 黎　明 - 那有一天不想你Orchestral ver. (重新唱)（編、監）
- 黎　明 - 戀愛者聯盟（監）

2023年
- Beanies - 十二變（監）[註 70]
- ERROR - 枱底隧道（曲、編、監）[註 71]
- JW - 十三歲的天堂（監）[註 72]
- 李克勤 - 弦續（編、監）
- 李克勤 - 這個故事教訓我們（曲、編、監）[註 73]
- 黃　妍 - 異地書（監）
- 鄭欣宜 - 仍會等（編、監）
- 黎　明 - 人生遊戲（編、監）

2024年
- JC - 吸引之力（編、監）
- YUTA - 貓（編、監）
- 李璧琦 - 向明日乾杯 Be Healed（編）
- 草　蜢 - Framily（編、監）
- 阿　正 - DiDiDiva（曲、編、監）[註 74]
- 黎　明 - 七十二變（編、監）[註 75]
- 黎　明 - 七十二變聖誕老人（編、監）

2025年
- 旨呈 Feat. 童童、Pony - Siu 4（曲）[註 18]
- 柳應廷 - 記憶倒行（編）[註 76]
- 容祖兒 - 但你要甜（編、監）[註 77]
- 黎　明 - 單細胞生物（編、監）

## 演唱會
| 年份 | 演唱會名稱                                                                      | 參與部分                    |
| ---- | ------------------------------------------------------------------------------- | --------------------------- |
| 2005 | 草蜢 我們的演唱會2005                                                           |                             |
| 2006 | 何韻詩Live in Unity2006                                                         | 音樂總監、Keyboard          |
| 2006 | NCM Live向HOCC狂呼音樂會                                                        | Keyboard                    |
| 2006 | 陳奕迅 GET A LIFE 演唱會2006                                                    | Keyboard                    |
| 2006 | 林一峰Camping in Hong Kong演唱會2006                                            | 鋼琴                        |
| 2006 | 軟硬天師Long Time No See 演唱會2006                                             | Keyboard                    |
| 2007 | 容祖兒-草蜢 903 id club 拉闊 音樂會07拉闊第2場                                  | Keyboard                    |
| 2007 | 何韻詩Music Matters Showcase 2007                                               | Keyboard                    |
| 2007 | 何韻詩We Stand As One 2007                                                      | Keyboard                    |
| 2007 | Harry 哥哥《無嗰樣......玩嗰樣......》2007                                      | 音樂總監                    |
| 2007 | 林一峰 星海唱游演唱會 2007                                                      | 鋼琴、管風琴                |
| 2008 | 林一峰The StoryTeller 演唱會2008                                                | 音樂總監                    |
| 2008 | Starlight 容祖兒演唱會2008                                                      | 鋼琴、Keyboard、和音        |
| 2009 | 何韻詩SUPERGOO演唱會2009                                                        | 音樂總監、Keyboard          |
| 2009 | 湯駿業All in the Timing音樂會                                                   | 鋼琴                        |
| 2010 | DUO 陳奕迅2010演唱會                                                            | Keyboard                    |
| 2010 | 新城容祖兒我的女皇音樂會2010                                                    | Keyboard                    |
| 2010 | 何韻詩homecoming2010 香港伊館演唱會                                             | 音樂總監、Keyboard          |
| 2010 | 一峰不能藏二汶演唱會2010                                                        | 音樂總監                    |
| 2010 | 草蜢25週年繼續忘我演唱會2010                                                    | 音樂總監                    |
| 2011 | 王菲2011巡唱                                                                    | Keyboard                    |
| 2011 | 何韻詩 Homecoming演唱會2011                                                     | 音樂總監                    |
| 2011 | 王菀之水百合演唱會2011                                                          | 音樂總監、指揮、鋼琴、長笛  |
| 2011 | 何韻詩 Green 音樂會 2011                                                        | 音樂總監、Keyboard          |
| 2012 | Concert YY 黃偉文作品展2012                                                     | 音樂總監、Band Leader       |
| 2012 | 草蜢森巴大戰軟硬fans演唱會2012                                                  | 音樂總監                    |
| 2012 | Neway Music Live X 陳奐仁音樂會 2012                                            | Keyboard、和音              |
| 2012 | 陳奐仁 十年仁事幾開心演唱會 2012                                                | 音樂總監、Keyboard、和音    |
| 2012 | 何韻詩X蕭敬騰 異人世界演唱會 Rock n Roar Live 2012                              | Hocc音樂總監、Keyboard      |
| 2012 | 容祖兒 MOOV Live 2012                                                           | Keyboard                    |
| 2012 | 容祖兒新城數碼巨星靚聲音樂會2012                                                | 音樂總監、Keyboard          |
| 2013 | 何韻詩「無臉人」acoustic showcase                                               | band leader、Keyboard、和音 |
| 2013 | 何韻詩co-existence 共存2013年上海北京演唱會                                     | 音樂總監、Keyboard          |
| 2013 | 陳奕迅EASON's LIFE世界巡迴演唱會2013                                            | Keyboard                    |
| 2013 | 何韻詩Memento live世界巡迴演唱會2013                                            | 音樂總監、Keyboard          |
| 2013 | 林一峰遊樂會2013                                                                | 音樂總監、無伴奏合唱        |
| 2013 | 林二汶 對媽有話兒1人棟篤唱2013                                                  | 音樂總監、鋼琴              |
| 2014 | 藍奕邦 Pong Nan CARESS Live2014                                                 | Keyboard                    |
| 2015 | 王菀之作品賞2015                                                                | 客席鋼琴                    |
| 2015 | 何韻詩大港開唱音樂祭2015                                                        | Keyboard                    |
| 2015 | 周國賢 we fight like kids II 2015                                               | Keyboard                    |
| 2015 | 楊千嬅Let's Begin世界巡迴演唱會2015                                             | 音樂總監                    |
| 2015 | 天生李榮浩上海演唱會2015                                                        | Keyboard                    |
| 2015 | 梁漢文紅館中場表演2015                                                          | 音樂總監、Keyboard          |
| 2015 | 張繼聰I'M OK LIVE CONCERT 2015                                                  | Keyboard                    |
| 2015 | 何韻詩 reimagine HK 十八種香港伊馆演唱会                                        | 音樂總監、Keyboard          |
| 2015 | 容祖兒X李克勤 Live in Hong Kong 2015                                            | 音樂總監、Keyboard          |
| 2015 | 第十屆KKBOX風雲榜2015                                                           | 鋼琴                        |
| 2015 | 何韻詩 reimagine in macpherson woods十八種香港演唱会                            | 音樂總監、Keyboard          |
| 2016 | 陳慧嫻Priscilla-ism演唱會2016                                                   | 音樂總監、Keyboard          |
| 2016 | 林海峰是但噏廣東話 2016                                                         | 音樂總監                    |
| 2016 | Dear Friend 何韻詩2016演唱會                                                    | 監製、音樂總監、band leader |
| 2016 | 903夢想系拉闊音樂會 草蜢GRASSHOPPER 2016                                        | 音樂總監、keyboard          |
| 2016 | 903夢想系拉闊音樂會 容祖兒 x 馮翰銘 2016                                        | 音樂總監、keyboard          |
| 2017 | 容祖兒·My Secret·Live                                                           | 音樂總監、keyboard          |
| 2017 | 李克勤慶祝成立30週年演唱會2017                                                  | 音樂總監、keyboard          |
| 2017 | 草蜢Live Goes On 世界巡迴演唱會2017                                             | 音樂總監、keyboard          |
| 2017 | C AllStar - 生於C AllStar演唱會2017                                             | 音樂總監、keyboard          |
| 2017 | 梁漢文 我的另一半音樂會2017                                                     | 音樂總監、keyboard          |
| 2017 | 張敬軒×王菀之 the magical teeter totter演唱会2017                               | Keyboard、長笛              |
| 2018 | 何韻詩Dear Self, Dear World演唱會                                               | 音樂總監、band leader       |
| 2018 | shine moments live 2018                                                         | 音樂總監                    |
| 2018 | 草蜢17385世界巡迴演唱會                                                         | 音樂總監、Keyboard          |
| 2018 | A night with Eman 2018                                                          | band leader、鋼琴           |
| 2018 | 薛家燕愛你無限60年演唱會2018                                                    | 音樂總監                    |
| 2018 | 趙學而Right on time 演唱會2018                                                  | 音樂總監、鋼琴              |
| 2018 | 容祖兒答案之書概念音樂會2018                                                    | band leader、keyboard       |
| 2019 | KKbox香港風雲榜2019                                                             | 音樂總監、Keyboard          |
| 2019 | 陳奐仁 何秉舜《小小仁小小BING》演唱會 2019                                      | 音樂總監、鋼琴、演出        |
| 2019 | 蔡一傑One for you音樂會                                                         | 音樂總監、keyboard          |
| 2019 | Pretty Crazy容祖兒演唱會2019                                                    | 音樂總監、keyboard          |
| 2019 | 林海峰是但噏HAPPY MONDAY 2019                                                   | 音樂總監                    |
| 2020 | Live is so much better with Music Eason Chan Charity Concert網上慈善音樂會 2020 | Keyboard、長笛              |
| 2020 | 東華三院「love actually live actually」抗疫慈善音樂會                           | Keyboard、長笛              |
| 2021 | 林二汶 The Beginning of Faith Live 2021                                         | 音樂總監、Keyboard          |
| 2021 | 陳輝陽x 女聲合唱聖少三部曲最終章《人來人往》音樂會2021                          | 鋼琴                        |
| 2021 | Leon 黎明 Talk & Sing 2021紅館演唱會                                            | 音樂總監、Keyboard          |
| 2021 | 趙學而《學而我們的音樂會》                                                      | 音樂總監、Keyboard          |
| 2021 | 何韻詩 《你尚未成為的》Hocc Shouson Live                                        | 音樂總監、監製              |
| 2021 | 林二汶Sing Dance音樂會                                                          | 音樂總監、Keyboard          |
| 2021 | 草蜢《草蜢・愛的禮物・A Present》                                               | 音樂總監、Keyboard          |
| 2022 | SUMMER BLUES 林家謙演唱會                                                       | 音樂總監、Keyboard          |
| 2022 | MODERN CLASSIC 2010-2020：「撐」小肥演唱會                                      | 音樂總監、Keyboard          |
| 2022 | 草蜢《Re:Grasshopper》演唱會                                                    | 音樂總監、Keyboard          |
| 2022 | Drive In Ultra: LOVFINITY Vivienne Tam x Leon Lai Fashion Concert               | 音樂總監                    |
| 2023 | Believe us 鄭欣宜演唱會2023                                                     | 音樂總監、Keyboard          |
| 2023 | Eternity 容祖兒演唱會                                                           | 音樂總監、Keyboard          |
| 2023 | 《弦續》李克勤·港樂演唱會                                                       | 音樂總監、鋼琴              |
| 2023 | 黎明STAGE ON 8演唱會                                                            | 音樂總監                    |
| 2023 | My Secret Live: ANOTHER SIDE 容祖兒演唱會                                       | 音樂總監、Keyboard          |
| 2023 | YOKU MOKU x AGA ONEDERFUL LIVE 2023 AGA演唱會2023                               | 音樂總監                    |
| 2023 | L*underground SNEEK PEEK 林家謙澳門演唱會 L*underground 林家謙倫敦演唱會        | 音樂總監、Keyboard          |
| 2023 | Leon黎明紅館演唱會2023                                                          | 音樂總監                    |
| 2023 | 林海峰演唱會2023｜Uncle AUNTIE FAREWELL PARTY                                   | 音樂總監、Keyboard          |
| 2024 | 王雙駿 Hats on 音樂會                                                           | Keyboard                    |
| 2024 | 黎明STAGE ON 8演唱會2024                                                        | 音樂總監                    |
| 2025 | The Fabulous 40 Priscilla LIVE IN HONG KONG 陳慧嫻演唱會                        | 音樂總監、Keyboard          |
| 2025 | 黎明STAGE ON 8演唱會2025                                                        | 音樂總監                    |
| 2025 | 香港麥當勞50 週年i'm lovin' it 音樂會                                           | 音樂總監、Keyboard          |
| 2025 | BIG FOUR HAPPY TO SEE YOU ALL演唱會                                             | 音樂總監                    |

## 舞台劇
| 年份 | 舞台劇名稱                          | 參與部分                     |
| ---- | ----------------------------------- | ---------------------------- |
| 2005 | 梁祝下世傳奇                        | Keyboard                     |
| 2007 | 一期一會2007                        | 音樂總監                     |
| 2008 | last smile first tear               | 音樂總監兼鋼琴               |
| 2010 | 柯迪夫Octave                        | 音樂總監兼Keyboard           |
| 2011 | 賈寶玉                              | 音樂總監兼Keyboard           |
| 2012 | 開關係2012                          | 音樂總監兼現場演奏鋼琴兼作曲 |
| 2012 | 賈宝玉2012                          | 音樂總監兼現場演奏           |
| 2012 | I Love U Because（歌舞升級版）      | 音樂總監                     |
| 2013 | Love is Shit 愛是雪（2013年春季版） | 音樂總監                     |
| 2014 | Q畸大道 Avenue Q 2014               | 音樂總監、編曲               |
| 2014 | 修羅場 2014                         | 音樂總監、現場演奏、作曲     |
| 2016 | 夏風夜涼2016                        | 音樂總監                     |
| 2022 | 最後禮物                            | 配樂及音樂編排               |
| 2023 | 艱辛歲月                            | 音樂總監                     |
| 2023 | 雷雨                                | 音樂設計                     |

## 外部連結
- 何秉舜的Instagram帳戶
- FacetoFace：爵士雞翼，香港蘋果日報，2009年2月18日（页面存档备份，存于）